# 張煥相
張 煥相（ちょう かんしょう）は、中華民国、満州国の軍人・政治家。北京政府、奉天派の軍人で、後に満州国で司法部大臣などをつとめた。字は召棠。

## 事績
日本に留学し、陸軍士官学校第8期歩兵科を卒業した。1911年（宣統3年）に帰国し、以後、奉天派として軍歴を重ねることになる。奉天都督府参議、鎮安上将軍署参謀、盛武将軍公署顧問などを歴任した。
1917年（民国6年）12月、黒竜江督軍鮑貴卿の参謀長に任命される。翌年、中東鉄路哈満段警備司令となった。1919年（民国8年）8月には、東北陸軍第19混成旅旅長兼中東鉄道護路軍副司令に昇進している。1921年（民国10年）、浜江鎮守使を兼ねた。
翌年、中東鉄道護路軍司令に昇格している。1925年（民国14年）、中東鉄道代理督弁兼地畝局局長となった。1927年（民国16年）7月、東省特別区行政長官に転じた。張作霖が爆殺され、張学良が後継した後の翌年11月に、行政長官を辞している。張学良の下では、東北辺防軍司令長官公署軍事参議官兼空軍代理総司令となった。
満州事変（九・一八事変）の勃発に伴い、張煥相は関東軍の支援を受け、満州国建国工作に参加した。これにより、満州国協和会指導部部長となっている。満州国建国後の1937年（康徳4年）、司法部大臣に任ぜられた。1942年（康徳9年）9月28日、参議府参議に異動している。
満州国滅亡後、張煥相はソ連に逮捕されることは免れた。しかし中華人民共和国建国後の1951年に、反革命鎮圧運動の中で逮捕され、撫順戦犯管理所に収監されている。以後、思想改造を受けることになった。
1962年6月2日、収監されたまま病没。享年81。

## 注
1. ↑  「共栄圏の重責完遂へ 満州国大臣全面更迭」『朝日新聞』昭和17年（1942年）9月29日夕刊、1面